# Лоци метод
Лоци метод (настао од латинске речи locus што значи место) је једна од техника памћења која се такође зове и „палата“ памћења. Користили су га још за време старих Римљана и Грка. У суштини, то је метод појачавања памћења коришћењем визуализације за организовање података и њихово присећање. Многи шампиони такмичења у памћењу користе овај метод да би се присетили лица, цифара и речи.
Појмови које се памте овим методом се ментално повезују са одређеним физичим локацијама. Метод се ослања на запамћене просторне односе за груписање и утврђивање података.

## Модерна употреба
Модерно такмичење у памћењу је почело 1991. године, а први шампионат у САД је одржан 1997. године. Један део такмичења захтева да се запамте низови цифара, двоцифрени бројеви, слова или карте за игру. Такмичари, много пре такмичења, запамте јединствену слику за сваки појам. Такође, запамте добро познату путању и локације на њој. На такмичењу је довољно да поставе слику сваког појма на једну локацију. Да би се сетили неког појма крену путањом од почетка, заустављајући се на локацијама и посматрајући слику. Тада повежу слике са појмовима.

Шампион у памћењу за 2006. годину, Немац Клеменс Мајер, искористио је пут кроз своју кућу да запамти 1040 насумичних цифара за пола сата. Гари Шанг користио је лоци метод да запамти 65.536 цифара броја пи. Помоћу овог метода особа са сасвим обичним способностима памћења за мање од сат времена вежбе може да запамти редослед помешаног шпила карата. Светски рекорд за ово држи Симон Рајнхард са 21,19 секунди.

Ова техника се учи на курсевима. Постоје два приступа:

1. Повежите кључне идеје појма и онда упамтите идеје у односу на друге, и
2. Размислите о кључним идејама предмета, поређајте те идеје у односу на појам и повежите идеје са местима у добром редоследу.

Многи извори препоручују да се лоци метод користи са визуелним, звучним и другим детаљима да се појача памћење. Ипак, због јачине просторног памћења, једноставно ментално стављање предмета у стварне или измишљене локације без даљег разрађивања може да буде довољно ефикасно за једноставне асоцијације.
Новија варијација лоци метода укључује стварање измишљених места (зграда, палата, путева и градова) за које се примењује иста процедура. Прихваћено је да је почетна поставка тежа, али је предност да се створе градови од којих сваки представља једну тему, која нуди ефикасно пуњење информацијама и лак пут за честе прегледе потребне за дуготрајно памћење.

## Специфична активност мозга
Скенирање мозга људи који користе лоци мдетод је показало да он укључује делове мозга који су задужени за свест о простору. Пацијенти који имају оштећења тих делова мозга имају проблем да повежу оријентире са одређеним локацијама; многи од ових пацијената нису у стању да дају или прате упутства и често се изгубе.

## У популарној култури

### Телевизија
- Ова техника је приказана у Би-Би-Си-јевој тв серији Шерлок, у другој епизоди друге сезоне, „Баскервилски пси“, где Шерлок Холмс користи своју „палату ума“ да би претражио и повезао значајне чињенице у свом памћењу, битне за случај. Метод је такође виђен и у другој и трећој епизоди треће сезоне. У другој епизоди „Знак троје“ користи „палату ума“ да организује испитивање; у трећој епизоди „Његов последњи завет“ Шерлок поново користи ову технику да преживи након што је погођен из пиштоља. Метод такође користи главни негативац, Чарлс Огастус Магнусен, да чува велике количине материјала за уцењивање.